# Маурицио де Кастелацо
Маурицио де Кастелацо е италиански католически духовник, работил в мисията на капуцините в Софийско-пловдивската епархия в средата на XIX в.

## Биография
Маурицио Монферат (наричан също в България Маврикий) е роден на 9 април 1808 г. в градчето Кастелацо Бормида в Италия. През 1831 г. постъпва в ордена на капуцините. Пристига в Пловдив през 1843 или 1844 г. и там първоначално учи български език. Можем да предположем, че тогава се заражда неговата идея да състави речник.
През 1845 г. създава най-стария известен българско-италиански речник, който остава да се съхранява в ръкопис в енорията „Пресвето сърце Исусово“ в Калъчлии (по-късно село Генерал-Николаево). През 1848 г. отец Маурицио е назначен за кратко в енориите в Калъчлии и в „Прескръбна Божия Майка“ в село Дуванлии, а след това от 12 февруари 1849 г. служи като енорист в църквата „Успение Богородично“ в село Хамбарлии. На 12 юни 1852 г. закупува за храма статуя на Богородица. През 1856 г. доставя от Цариград и първата камбана за храма, която бие за първи път също на 12 юни за празника Тяло Христово. В пловдивските католически енории той служи 12 години, след което на 14 октомври 1856 г. се завръща в Италия. От там той изпраща статуи за църквата в село Хамбарли.
Отец Маурицио умира на 10 май 1875 г. в родното си място в Италия след дълго боледуване.

## История на ръкописа
След Втората световна война голяма част на архив на католическата енория „Пресвето сърце Исусово“ в тогавашното село Генерал Николаево, днес квартал на град Раковски е предаден в Националната библиотека „Св.св. Кирил и Методий“ в София.
 Оттам ръкописът на отец Маурицио попада за съхранение в Националния исторически музей в София.
През 2020 г. Институтът за български език „Проф. Любомир Андрейчин“ към БАН издава речника заедно с езиковедско изследване на д-р Магдалена Абаджиева. В изследването е установено, че речникът е допълван поне от още трима души.